# 1663 az irodalomban
Az 1663. év az irodalomban.

## Események
- február – Franciaországban a humán tudományok tanulmányozására megalakul az Académie des inscriptions et belles-lettres nevű tudóstársaság.

## Új művek
- Molière L'Impromptu de Versailles (Versailles-i rögtönzés) című vígjátékának bemutatója Párizsban.
- Calderonnk a Faust-témát feldolgozó drámája: El mágico prodigioso (A csodatévő mágus).

## Születések
- február 12. – Cotton Marther amerikai puritán egyházfi, lelkész, termékeny író, a Yale Egyetem egyik alapítója († 1728)
- március 22. – August Hermann Francke német evangélikus lelkész, teológus, egyházi író † 1727)
- október 9. – Giovanni Mario Crescimbeni olasz irodalmár, költő és irodalomkritikus, az első jelentős nemzeti irodalomtörténet (Istoria della volgar poesia, 1698) írója[1] († 1728)

## Halálozások
- október 22. – La Calprenède francia regény- és drámaíró (* 1609)
- 1663 – Medgyesi Pál teológus, író, műfordító, a magyar puritánus irodalom kiemelkedő egyénisége (* 1604)